# Список Героев Советского Союза (Шевелёв — Шишкин)
В настоящем списке представлены в алфавитном порядке все Герои Советского Союза, чьи фамилии начинаются с буквы «Ш» (всего 456 человек, из них пять удостоены звания дважды). Список содержит даты Указов Президиума Верховного Совета СССР о присвоении звания, информацию о роде войск, должности и воинском звании Героев на дату представления к присвоению звания Героя Советского Союза, годах их жизни.
Ударения в фамилиях Героев приведены по книге «Герои Советского Союза: Краткий биографический словарь / Пред. ред. коллегии И. Н. Шкадов. — М.: Воениздат, 1988. — Т. 2 /Любов — Ящук/. — 863 с. — 100 000 экз. — ISBN 5-203-00536-2.».
- Персиковым цветом  в таблице выделены Герои, удостоенные звания дважды и более раз.
- Серым цветом  в таблице выделены Герои, представленные к званию посмертно.

| Навигационная таблица | Навигационная таблица              |
| --------------------- | ---------------------------------- |
| «Ш»                   | Шабалин Александр — Шевелёв Виктор |
| «Ш»                   | Шевелёв Марк — Шишкин Михаил       |
| «Ш»                   | Шишкин Николай — Шушин Иван        |

| № п/п | Фамилия Имя Отчество                                                                           | Дата Указа            | Род войск    | Должность | Звание                                      | Годы жизни              | БС ГС НЛ                        |
| ----- | ---------------------------------------------------------------------------------------------- | --------------------- | ------------ | --- | ------------------------------------------- | ----------------------- | ------------------------------- |
| 153   | Шевелёв Марк Иванович ивр. מארק איבנוביץ' שבליוב‎                                               | 27.06.1937            | авиация      | начальник Полярной авиации Главного управления Северного морского пути при Совете Народных Комиссаров СССР | —                                           | 24.10.1904 — 06.10.1991 | ——                              |
| 154   | Шевелёв Николай Артамонович                                                                    | 30.10.1943            | комиссар     | заместитель по политической части командира батальона 120-го стрелкового полка 69-й стрелковой дивизии 65-й армии Центрального фронта | капитан                                     | 25.12.1899 — 21.11.1943 | [ БС 1 ] [ ГС 2 ] [ НЛ 1 ]      |
| 155   | Шевелёв Николай Семёнович                                                                      | 26.10.1944            | артиллерия   | командир орудия 174-го истребительно-противотанкового артиллерийского полка 27-й истребительно-противотанковой артиллерийской бригады РГК в составе войск 2-го Белорусского фронта | старший сержант                             | 07.11.1922 — 21.02.1980 | [ БС 1 ] [ ГС 3 ] [ НЛ 2 ]      |
| 156   | Шевелёв Павел Фёдорович укр. Шевельов Павло Федорович                                          | 04.02.1944            | авиация      | командир эскадрильи 67-го гвардейского истребительного авиационного полка 1-й гвардейской истребительной авиационной дивизии 16-й воздушной армии Центрального фронта | гвардии капитан                             | 14.01.1917 — 19.05.2000 | [ БС 1 ] [ ГС 4 ] [ НЛ 3 ]      |
| 157   | Шевелёв Пётр Елизарович                                                                        | 22.02.1944            | артиллерия   | командир миномётного расчёта 1118-го стрелкового полка 333-й стрелковой дивизии 6-й армии Юго-Западного фронта | сержант                                     | 28.05.1911 — 14.09.1996 | [ БС 1 ] [ ГС 5 ] [ НЛ 4 ]      |
| 158   | Шевелёв Сергей Николаевич укр. Шевельов Сергій Миколайович                                     | 01.05.1943            | авиация      | штурман 249-го истребительного авиационного полка 217-й истребительной авиационной дивизии 4-й воздушной армии Северо-Кавказского фронта | капитан                                     | 25.06.1909 — 13.02.1979 | [ БС 1 ] [ ГС 6 ] [ НЛ 5 ]      |
| 159   | Шевено́к Демид Яковлевич укр. Шевенок Демид Якович                                              | 07.04.1940            | артиллерия   | командир батареи 137-го гаубичного артиллерийского полка РГК в составе 13-й армии Северо-Западного фронта | старший лейтенант                           | 28.08.1909 — 03.07.1986 | ——                              |
| 160   | Шевердя́ев Николай Петрович                                                                     | 18.08.1945            | авиация      | старший лётчик 828-го штурмового авиационного полка 260-й штурмовой авиационной дивизии 4-й воздушной армии 2-го Белорусского фронта | младший лейтенант                           | 24.03.1922 — 28.10.1986 | [ БС 1 ] [ ГС 8 ] [ НЛ 6 ]      |
| 161   | Шевкуно́в Анатолий Константинович                                                               | 01.07.1944            | авиация      | командир звена 449-го бомбардировочного авиационного полка 244-й бомбардировочной авиационной дивизии 17-й воздушной армии Юго-Западного фронта | лейтенант                                   | 19.06.1921 — 17.08.1991 | [ БС 2 ] [ ГС 9 ] [ НЛ 7 ]      |
| 162   | Шевляко́в Николай Степанович                                                                    | 05.05.1942            | пехота       | командир взвода 1174-го стрелкового полка 348-й стрелковой дивизии 30-й армии Калининского фронта | младший лейтенант                           | 02.05.1913 — 25.12.1941 | [ БС 2 ] [ ГС 10 ] [ НЛ 8 ]     |
| 163   | Шевцо́в Александр Григорьевич                                                                   | 08.09.1943            | авиация      | штурман 171-го истребительного авиационного полка 315-й истребительной авиационной дивизии 15-й воздушной армии Брянского фронта | капитан                                     | 17.10.1918 — 28.04.1988 | [ БС 2 ] [ ГС 11 ] [ НЛ 9 ]     |
| 164   | Шевцо́в Василий Никитович                                                                       | 29.10.1943            | пехота       | командир батальона 615-го стрелкового полка 167-й стрелковой дивизии 38-й армии Воронежского фронта | майор                                       | 13.12.1914 — 08.05.1999 | [ БС 2 ] [ ГС 12 ] [ НЛ 10 ]    |
| 165   | Шевцо́в Георгий Георгиевич                                                                      | 24.03.1945            | танкист      | командир башни танка 1-го танкового батальона 21-й гвардейской танковой бригады 5-го гвардейского танкового корпуса 6-й гвардейской танковой армии 2-го Украинского фронта | гвардии младший сержант                     | 1908 — 09.01.1945       | [ БС 2 ] [ ГС 13 ] [ НЛ 11 ]    |
| 166   | Шевцо́в Иван Андреевич                                                                          | 27.08.1943            | танкист      | командир танковой роты 142-го танкового батальона 95-й танковой бригады 9-го танкового корпуса Центрального фронта | старший лейтенант                           | 03.11.1919 — 17.05.2008 | [ БС 2 ] [ ГС 14 ] [ НЛ 12 ]    |
| 167   | Шевцо́в Пётр Фёдорович                                                                          | 22.10.1937            | авиация      | командир эскадрильи истребителей И-16 испанской республиканской армии | капитан                                     | 25.07.1912 — 17.01.1944 | ——                              |
| 168   | Шевцо́ва Любовь Григорьевна                                                                     | 13.09.1943            | партизан     | член штаба подпольной комсомольской организации «Молодая гвардия» | —                                           | 08.09.1924 — 09.02.1943 | [ БС 3 ] [ ГС 16 ] [ НЛ 13 ]    |
| 169   | Шевче́нко Александр Евсеевич укр. Шевченко Олександр Овсійович                                  | 24.03.1945            | пехота       | командир отделения 21-го стрелкового полка 180-й стрелковой дивизии 27-й армии 2-го Украинского фронта | сержант                                     | 10.10.1924 — 20.08.1944 | [ БС 4 ] [ ГС 17 ] [ НЛ 14 ]    |
| 170   | Шевче́нко Александр Иосифович                                                                   | 26.09.1944            | танкист      | командир 65-й танковой бригады 11-го танкового корпуса 1-го Белорусского фронта | полковник                                   | 04.08.1914 — 15.09.1985 | [ БС 4 ] [ ГС 18 ] [ НЛ 15 ]    |
| 171   | Шевче́нко Андрей Иванович укр. Шевченко Андрій Іванович                                         | 24.03.1945            | пехота       | командир отделения 1055-го стрелкового полка 297-й стрелковой дивизии 7-й гвардейской армии 2-го Украинского фронта | сержант                                     | 20.02.1925 — 20.12.1996 | [ БС 4 ] [ ГС 19 ] [ НЛ 16 ]    |
| 172   | Шевче́нко Борис Демидович укр. Шевченко Борис Демидович                                         | 10.01.1944            | пехота       | начальник штаба 68-й гвардейской стрелковой дивизии 40-й армии Воронежского фронта | гвардии полковник                           | 07.10.1904 — 29.01.1944 | [ БС 4 ] [ ГС 20 ] [ НЛ 17 ]    |
| 173   | Шевче́нко Владимир Илларионович укр. Шевченко Володимир Іларіонович                             | 14.03.1938            | авиация      | командир отряда бомбардировщиков в войсках республиканской Испании | старший лейтенант                           | 25.06.1908 — 06.01.1972 | ——                              |
| 174   | Шевче́нко Григорий Иванович укр. Шевченко Григорій Іванович                                     | 31.05.1945            | пехота       | командир роты 986-го стрелкового полка 230-й стрелковой дивизии 5-й ударной армии 1-го Белорусского фронта | капитан                                     | 01.05.1922 — 21.08.1992 | [ БС 4 ] [ ГС 22 ] [ НЛ 18 ]    |
| 175   | Шевче́нко Григорий Макарович укр. Шевченко Григорій Макарович                                   | 16.10.1943            | пехота       | командир батальона 25-го гвардейского стрелкового полка 6-й гвардейской стрелковой дивизии 13-й армии Центрального фронта | гвардии капитан                             | 04.03.1922 — 15.07.1944 | [ БС 4 ] [ ГС 23 ] [ НЛ 19 ]    |
| 176   | Шевче́нко Григорий Мефодьевич (Шевченко Григорий Мефодиевич) укр. Шевченко Григорій Мефодійович | 23.10.1943            | пехота       | командир 957-го стрелкового полка 309-й стрелковой дивизии 40-й армии Воронежского фронта | подполковник                                | 1902 — 28.09.1943       | [ БС 5 ] [ ГС 24 ] [ НЛ 20 ]    |
| 177   | Шевче́нко Иван Григорьевич укр. Шевченко Іван Григорович                                        | 24.03.1945            | артиллерия   | командир орудия 703-го истребительно-противотанкового артиллерийского полка 16-й гвардейской истребительно-противотанковой артиллерийской бригады РГК в составе 5-й армии 3-го Белорусского фронта                                                                                                | старший сержант                             | 11.02.1917 — 13.05.1984 | [ БС 6 ] [ ГС 25 ] [ НЛ 21 ]    |
| 178   | Шевче́нко Иван Маркович укр. Шевченко Іван Маркович                                             | 27.06.1945            | пехота       | командир отделения 173-го гвардейского стрелкового полка 58-й гвардейской стрелковой дивизии 34-го гвардейского стрелкового корпуса 5-й гвардейской армии 1-го Украинского фронта | гвардии сержант                             | 07.07.1924 — 08.01.2006 | [ БС 6 ] [ ГС 26 ] [ НЛ 22 ]    |
| 179   | Шевче́нко Мефодий Леонтьевич укр. Шевченко Мефодій Леонтійович                                  | 29.03.1944            | артиллерия   | командир 315-го гвардейского истребительно-противотанкового артиллерийского полка 40-й армии Воронежского фронта | гвардии подполковник                        | 15.05.1907 — 20.08.1999 | [ БС 6 ] [ ГС 27 ] [ НЛ 23 ]    |
| 180   | Шевче́нко Михаил Никитович укр. Шевченко Михайло Микитович                                      | 24.03.1945            | пехота       | командир 1081-го стрелкового полка 312-й стрелковой дивизии 69-й армии 1-го Белорусского фронта | полковник                                   | 13.11.1905 — 09.09.1983 | [ БС 6 ] [ ГС 28 ] [ НЛ 24 ]    |
| 181   | Шевче́нко Михаил Степанович укр. Шевченко Михайло Степанович                                    | 15.05.1946            | кавалерия    | командир 11-го гвардейского кавалерийского полка 4-й гвардейской кавалерийской дивизии 2-го гвардейского кавалерийского корпуса 1-го Белорусского фронта | гвардии подполковник                        | 22.05.1911 — 05.09.1992 | [ БС 6 ] [ ГС 29 ] [ НЛ 25 ]    |
| 182   | Шевче́нко Николай Андреевич укр. Шевченко Микола Андрійович                                     | 13.11.1943            | пехота       | командир пулемётного расчёта пулемётной роты 465-го стрелкового полка 167-й стрелковой дивизии 38-й армии Воронежского фронта | красноармеец                                | 15.11.1909 — 04.07.1985 | [ БС 7 ] [ ГС 30 ] [ НЛ 26 ]    |
| 183   | Шевче́нко Пётр Григорьевич укр. Шевченко Петро Григорович                                       | 23.02.1945            | авиация      | командир звена 566-го штурмового авиационного полка 277-й штурмовой авиационной дивизии 13-й воздушной армии Ленинградского фронта | лейтенант                                   | 14.04.1921 — 16.10.1944 | [ БС 8 ] [ ГС 31 ] [ НЛ 27 ]    |
| 184   | Шевче́нко Пётр Лаврентьевич укр. Шевченко Петро Лаврентійович                                   | 10.01.1944            | артиллерия   | миномётчик миномётной роты 959-го стрелкового полка 309-й стрелковой дивизии 40-й армии Воронежского фронта | красноармеец                                | 1922 — 22.09.1943       | [ БС 8 ] [ ГС 32 ] [ НЛ 28 ]    |
| 185   | Шевчу́к Валентин Климентьевич укр. Шевчук Валентин Климентійович                                | 29.06.1945            | артиллерия   | командир орудия 45-го гвардейского артиллерийского полка 19-й гвардейской стрелковой дивизии 39-й армии 3-го Белорусского фронта | гвардии старшина                            | 21.02.1921 — 07.02.1945 | [ БС 8 ] [ ГС 33 ] [ НЛ 29 ]    |
| 186   | Шевчу́к Василий Михайлович укр. Шевчук Василь Михайлович                                        | 27.06.1945            | авиация      | инструктор-лётчик по технике пилотирования и теории полёта и заместитель командира 152-го гвардейского истребительного авиационного полка 12-й гвардейской истребительной авиационной дивизии 1-го гвардейского штурмового авиационного корпуса 2-й воздушной армии 1-го Украинского фронта       | гвардии майор                               | 14.08.1919 — 06.04.2003 | [ БС 8 ] [ ГС 34 ] [ НЛ 30 ]    |
| 187   | Шевчу́к Григорий Лаврентьевич                                                                   | 10.01.1944            | артиллерия   | командир миномётной роты 615-го стрелкового полка 167-я стрелковой дивизии 38-й армии 1-го Украинского фронта | старший лейтенант                           | 04.09.1923 — 21.03.1992 | [ БС 8 ] [ ГС 35 ] [ НЛ 31 ]    |
| 188   | Шевчу́к Фёдор Кузьмич укр. Шевчук Федір Кузьмич                                                 | 19.03.1944            | инженер      | командир 269-го отдельного сапёрного батальона 12-й армии Юго-Западного фронта | капитан                                     | 22.08.1918 — 16.05.1964 | [ БС 8 ] [ ГС 36 ] [ НЛ 32 ]    |
| 189   | Шевырёв Александр Иванович                                                                     | 04.01.1944            | партизан     | активный участник партизанской борьбы на Украине, командир 1-го партизанского полка партизанского соединения «За Родину» | —                                           | 25.10.1917 — 21.10.1991 | [ БС 9 ] [ ГС 37 ] [ НЛ 33 ]    |
| 190   | Шевы́рин Валентин Михайлович                                                                    | 29.06.1945            | авиация      | командир звена 164-го истребительного авиационного полка 295-й истребительной авиационной дивизии 17-й воздушной армии 3-го Украинского фронта | старший лейтенант                           | 21.05.1922 — 15.05.1994 | [ БС 10 ] [ ГС 38 ] [ НЛ 34 ]   |
| 191   | Ше́ин Иван Кузьмич                                                                              | 10.01.1944            | пехота       | командир взвода 22-й гвардейской мотострелковой бригады 6-го гвардейского танкового корпуса 3-й гвардейской танковой армии Воронежского фронта | гвардии лейтенант                           | 01.07.1922 — 15.10.1943 | [ БС 10 ] [ ГС 39 ] [ НЛ 35 ]   |
| 192   | Ше́ин Павел Степанович                                                                          | 22.01.1944            | авиация      | штурман-радист самолёта-разведчика 28-й авиационной эскадрильи 118-го отдельного разведывательного авиационного полка ВВС Северного флота | младший лейтенант                           | 18.06.1921 — 16.05.1945 | [ БС 10 ] [ ГС 40 ] [ НЛ 36 ]   |
| 193   | Ше́йкин Иван Трофимович                                                                         | 22.07.1944            | пехота       | командир батальона 199-го гвардейского стрелкового полка 67-й гвардейской стрелковой дивизии 6-й гвардейской армии 1-го Прибалтийского фронта | гвардии майор                               | 12.01.1915 — 07.02.2003 | [ БС 10 ] [ ГС 41 ] [ НЛ 37 ]   |
| 194   | Ше́йкин Михаил Степанович                                                                       | 24.03.1945            | пехота       | командир 220-го гвардейского стрелкового полка 79-й гвардейской стрелковой дивизии 8-й гвардейской армии 1-го Белорусского фронта | гвардии полковник                           | 15.11.1908 — 01.05.1989 | [ БС 10 ] [ ГС 42 ] [ НЛ 38 ]   |
| 195   | Шейко́ Борис Филиппович укр. Шейко Борис Пилипович                                              | 30.10.1943            | комиссар     | агитатор 43-го стрелкового полка 106-й стрелковой дивизии 65-й армии Центрального фронта | майор                                       | 10.04.1905 — 16.10.1973 | [ БС 10 ] [ ГС 43 ] [ НЛ 39 ]   |
| 196   | Шейнауска́с Стасис Козиевич лит. Šeinauskas Stasys                                              | 24.03.1945            | артиллерия   | наводчик орудия 224-го артиллерийского полка 16-й стрелковой дивизии 2-й гвардейской армии 1-го Прибалтийского фронта | младший сержант                             | 1917 — 13.10.1944       | [ БС 10 ] [ ГС 44 ] [ НЛ 40 ]   |
| 197   | Шела́ев Антон Стефанович                                                                        | 29.06.1945            | пехота       | командир отделения 84-й отдельной разведывательной роты 42-й стрелковой дивизии 49-й армии 2-го Белорусского фронта | старшина                                    | 17.01.1924 — 16.07.1976 | [ БС 11 ] [ ГС 45 ] [ НЛ 41 ]   |
| 198   | Шеле́пень Александр Кириллович бел. Шэлепень Аляксандр Кірылавіч                                | 15.05.1946            | артиллерия   | командир батареи 121-й гаубичной артиллерийской бригады большой мощности 2-й артиллерийской дивизии 6-го артиллерийского корпуса прорыва РГК в составе 5-й ударной армии 1-го Белорусского фронта                                                                                                 | старший лейтенант                           | 13.10.1918 — 12.06.1964 | [ БС 12 ] [ ГС 46 ] [ НЛ 42 ]   |
| 199   | Шелепо́в Пётр Емельянович                                                                       | 29.06.1945            | пехота       | стрелок 109-го гвардейского стрелового полка 37-й гвардейской стрелковой дивизии 65-й армии 2-го Белорусского фронта | гвардии красноармеец                        | 14.07.1920 — 03.09.1983 | [ БС 12 ] [ ГС 47 ] [ НЛ 43 ]   |
| 200   | Ше́лест Василий Галактионович                                                                   | 03.06.1944            | пехота       | командир пулемётного взвода мотострелкового батальона 53-й гвардейской танковой бригады 6-го гвардейского танкового корпуса 3-й гвардейской танковой армии Воронежского фронта | гвардии младший лейтенант                   | 03.07.1923 — 03.10.1943 | [ БС 12 ] [ ГС 48 ] [ НЛ 44 ]   |
| 201   | Ше́лест Василий Митрофанович укр. Шелест Василь Митрофанович                                    | 06.04.1945            | пехота       | командир батальона 1281-го стрелкового полка 60-й стрелковой дивизии 47-й армии 1-го Белорусского фронта | майор                                       | 07.05.1915 — 25.01.1994 | [ БС 12 ] [ ГС 49 ] [ НЛ 45 ]   |
| 202   | Ше́лест Денис Андреевич укр. Шелест Денис Андрійович                                            | 24.12.1943            | артиллерия   | командир 201-го миномётного полка 12-й отдельной миномётной бригады РГК в составе 38-й армии 1-го Украинского фронта | майор                                       | 16.10.1906 — 01.08.1979 | [ БС 12 ] [ ГС 50 ] [ НЛ 46 ]   |
| 203   | Ше́лехов Николай Степанович                                                                     | 31.05.1945            | пехота       | командир роты 66-го гвардейского стрелкового полка 23-й гвардейской стрелковой дивизии 3-й ударной армии 1-го Белорусского фронта | гвардии лейтенант                           | 06.12.1920 — 23.04.1945 | [ БС 12 ] [ ГС 51 ] [ НЛ 47 ]   |
| 204   | Шелко́вников Николай Романович                                                                  | 17.10.1943            | инженер      | командир взвода 9-го отдельного моторизованного понтонно-мостового батальона 60-й армии Центрального фронта | лейтенант                                   | 20.06.1917 — 26.08.1982 | [ БС 13 ] [ ГС 52 ] [ НЛ 48 ]   |
| 205   | Шелко́вый Сергей Епифанович укр. Шовковий Сергій Єпіфанович                                     | 24.03.1945            | пехота       | командир 79-го гвардейского стрелкового полка 26-й гвардейской стрелковой дивизии 11-й гвардейской армии 3-го Белорусского фронта | гвардии майор                               | 21.09.1912 — 25.12.1997 | [ БС 14 ] [ ГС 53 ] [ НЛ 49 ]   |
| 206   | Шело́мцев Николай Григорьевич (Шеломцо́в Николай Григорьевич)                                    | 30.10.1943            | пехота       | командир роты 310-го стрелкового полка 8-й стрелковой дивизии 13-й армии Центрального фронта | лейтенант                                   | 18.11.1922 — 28.05.2007 | [ БС 14 ] [ ГС 54 ] [ НЛ 50 ]   |
| 207   | Шелу́хин Николай Прокофьевич                                                                    | 03.06.1944            | пехота       | командир роты автоматчиков 737-го стрелкового полка 206-й стрелковой дивизии 47-й армии Воронежского фронта | лейтенант                                   | 11.12.1922 — 14.10.1969 | [ БС 14 ] [ ГС 55 ] [ НЛ 51 ]   |
| 208   | Шелушко́в Григорий Иванович бел. Шалушкоў Рыгор Іванавіч                                        | 08.05.1965            | партизан     | один из организаторов и руководителей подпольного и партизанского движения на Украине, секретарь Житомирского подпольного обкома КП(б)У | —                                           | 19.05.1899 — 30.05.1943 | ——                              |
| 209   | Шельшако́в Фёдор Афанасьевич                                                                    | 03.06.1944            | артиллерия   | командир миномётной роты 722-го стрелкового полка 206-й стрелковой дивизии 21-го стрелкового корпуса 47-й армии Воронежского фронта | старший лейтенант                           | 24.06.1918 — 11.08.1981 | [ БС 15 ] [ ГС 57 ] [ НЛ 52 ]   |
| 210   | Шемендю́к Пётр Семёнович укр. Шемендюк Петро Семенович                                          | 24.08.1943            | авиация      | заместитель командира эскадрильи 157-го истребительного авиационного полка 273-й истребительной авиационной дивизии 5-го истребительного авиационного корпуса 16-й воздушной армии Центрального фронта                                                                                            | старший лейтенант                           | 29.06.1916 — 19.07.2001 | [ БС 16 ] [ ГС 58 ] [ НЛ 53 ]   |
| 211   | Шеменко́в Афанасий Дмитриевич бел. Шамянкоў Апанас Дзмітрыевіч                                  | 06.04.1945            | генерал      | командир 57-й гвардейской стрелковой дивизии 8-й гвардейской армии 1-го Белорусского фронта | гвардии генерал-майор                       | 22.02.1896 — 04.03.1972 | [ БС 16 ] [ ГС 59 ] [ НЛ 54 ]   |
| 212   | Шемиго́н Алексей Родионович укр. Шемигон Олексій Родіонович                                     | 24.03.1945            | пехота       | командир роты 468-го стрелкового полка 111-й стрелковой дивизии 52-й армии 2-го Украинского фронта | лейтенант                                   | 1916 — 20.08.1944       | [ БС 16 ] [ ГС 60 ] [ НЛ 55 ]   |
| 213   | Шемя́кин Григорий Мелентьевич                                                                   | 21.07.1942            | пехота       | стрелок 1075-го стрелкового полка 316-й стрелковой дивизии 16-й армии Западного фронта | красноармеец                                | 25.12.1906 — 25.10.1973 | [ БС 16 ] [ ГС 61 ] [ НЛ 56 ]   |
| 214   | Шенге́лия Георгий Давидович груз. შენგელია გიორგი                                               | 03.06.1944            | пехота       | командир батальона 1038-го стрелкового полка 295-й стрелковой дивизии 28-й армии 3-го Украинского фронта | майор                                       | 24.04.1908 — 22.12.1983 | [ БС 16 ] [ ГС 62 ] [ НЛ 57 ]   |
| 215   | Шенгу́р Иван Петрович укр. Шенгур Іван Петрович                                                 | 05.11.1944            | морской флот | командир 12-го отряда торпедных катеров 3-го дивизион торпедных катеров 2-й бригады торпедных катеров Черноморского флота | старший лейтенант                           | 14.09.1906 — 06.03.1986 | [ БС 16 ] [ ГС 63 ] [ НЛ 58 ]   |
| 216   | Ше́ндриков Николай Степанович                                                                   | 27.06.1945            | танкист      | командир танкового взвода 53-й гвардейской танковой бригады 6-го гвардейского танкового корпуса 3-й гвардейской танковой армии 1-го Украинского фронта | гвардии младший лейтенант                   | 14.12.1921 — 29.04.1945 | [ БС 16 ] [ ГС 64 ] [ НЛ 59 ]   |
| 217   | Шенцо́в Николай Степанович                                                                      | 30.10.1943            | пехота       | стрелок 685-го стрелкового полка 193-й стрелковой дивизии 27-го стрелкового корпуса 65-й армии Центрального фронта | красноармеец                                | 19.12.1911 — 01.01.1978 | [ БС 17 ] [ ГС 65 ] [ НЛ 60 ]   |
| 218   | Шеньшако́в Василий Макарович                                                                    | 27.02.1945            | инженер      | командир отделения 130-го отдельного инженерно-сапёрного батальона 61-й инженерно-сапёрной бригады 5-й ударной армии 1-го Белорусского фронта | старший сержант                             | 30.04.1904 — 23.07.1977 | [ БС 18 ] [ ГС 66 ] [ НЛ 61 ]   |
| 219   | Ше́пелев Георгий Михайлович                                                                     | 21.07.1944            | артиллерия   | командир 219-го миномётного полка 18-й миномётной бригады 15-й артиллерийской дивизии прорыва РГК в составе войск Ленинградского фронта | подполковник                                | 01.11.1910 — 09.03.1983 | [ БС 18 ] [ ГС 67 ] [ НЛ 62 ]   |
| 220   | Ше́пелев Николай Гаврилович                                                                     | 17.10.1943            | пехота       | стрелок 385-го стрелкового полка 112-й стрелковой дивизии 60-й армии Центрального фронта | красноармеец                                | 15.12.1909 — 05.07.1958 | [ БС 18 ] [ ГС 68 ] [ НЛ 63 ]   |
| 221   | Ше́пелев Николай Фёдорович                                                                      | 17.10.1943            | пехота       | пулемётчик 231-го гвардейского стрелкового полка 75-й гвардейской стрелковой дивизии 60-й армии Центрального фронта | гвардии красноармеец                        | 20.02.1924 — 12.03.1984 | [ БС 18 ] [ ГС 69 ] [ НЛ 64 ]   |
| 222   | Ше́пель Иван Иванович укр. Шепель Іван Іванович                                                 | 24.04.1944            | пехота       | командир роты мотострелкового батальона 7-й гвардейской механизированной бригады 3-го гвардейского механизированного корпуса 47-й армии Воронежского фронта | гвардии лейтенант                           | 22.06.1906 — 09.11.1968 | [ БС 18 ] [ ГС 70 ] [ НЛ 65 ]   |
| 223   | Шепетко́в Иван Алексеевич                                                                       | 21.07.1942            | пехота       | стрелок 1075-го стрелкового полка 316-й стрелковой дивизии 16-й армии Западного фронта | красноармеец                                | 1910 — 16.11.1941       | [ БС 18 ] [ ГС 71 ] [ НЛ 66 ]   |
| 224   | Шепето́в Иван Михайлович укр. Шепетов Іван Михайлович                                           | 09.11.1941            | генерал      | командир 96-й горнострелковой дивизии 18-й армии Южного фронта | полковник                                   | 11.07.1902 — 21.05.1943 | [ БС 19 ] [ ГС 72 ] [ НЛ 67 ]   |
| 225   | Шереде́гин Пётр Васильевич                                                                      | 26.10.1943            | комиссар     | заместитель по политической части командира 387-го отдельного сапёрного батальона 213-й стрелковой дивизии 7-й гвардейской армии Степного фронта | капитан                                     | 14.06.1914 — 10.07.2002 | [ БС 20 ] [ ГС 73 ] [ НЛ 68 ]   |
| 226   | Шереме́т Иван Григорьевич укр. Шеремет Іван Григорович                                          | 24.03.1945            | пехота       | стрелок 433-го стрелкового полка 64-й стрелковой дивизии 50-й армии 2-го Белорусского фронта | красноармеец                                | 1925 — 14.07.1944       | [ БС 20 ] [ ГС 74 ] [ НЛ 69 ]   |
| 227   | Шеро́нов Леонид Васильевич                                                                      | 21.03.1940            | танкист      | старший механик-водитель танка БТ-7 15-го отдельного танкового батальона 13-й лёгкой танковой бригады 7-й армии Северо-Западного фронта | младший комвзвод                            | 08.08.1916 — 05.03.1995 | [ БС 20 ] [ ГС 75 ] [ НЛ 70 ]   |
| 228   | Шерстнёв Владимир Павлович                                                                     | 30.10.1943            | связисты     | командир отделения роты связи 188-го стрелкового полка 106-й стрелковой дивизии 65-й армии Центрального фронта | младший сержант                             | 13.08.1920 — 12.12.1992 | [ БС 20 ] [ ГС 76 ] [ НЛ 71 ]   |
| 229   | Шерстоби́тов Николай Трофимович                                                                 | 30.10.1943            | пехота       | пулемётчик 685-го стрелкового полка 193-й стрелковой дивизии 65-й армии Центрального фронта | красноармеец                                | 1922 — 23.07.1944       | [ БС 20 ] [ ГС 77 ] [ НЛ 72 ]   |
| 230   | Шерсто́в Николай Николаевич                                                                     | 09.02.1944            | артиллерия   | командир орудия 386-го истребительного противотанкового артиллерийского полка 9-го механизированного корпуса 3-й гвардейской танковой армии 1-го Украинского фронта | старший сержант                             | 18.05.1924 — 22.06.1983 | [ БС 20 ] [ ГС 78 ] [ НЛ 73 ]   |
| 231   | Шерша́вин Сергей Иванович                                                                       | 26.10.1943            | инженер      | командир сапёрного взвода 480-го стрелкового полка 152-й стрелковой дивизии 6-й армии Юго-Западного фронта | старший сержант                             | 21.06.1915 — 08.03.2002 | [ БС 20 ] [ ГС 79 ] [ НЛ 74 ]   |
| 232   | Шестако́в Алексей Андреевич                                                                     | 27.06.1945            | пехота       | командир роты 294-го гвардейского стрелкового полка 97-й гвардейской стрелковой дивизии 5-й гвардейской армии 1-го Украинского фронта | гвардии старший лейтенант                   | 17.10.1914 — 08.01.1997 | [ БС 20 ] [ ГС 80 ] [ НЛ 75 ]   |
| 233   | Шестако́в Архип Андреевич                                                                       | 22.07.1944            | пехота       | командир взвода 158-го гвардейского стрелкового полка 51-й гвардейской стрелковой дивизии 6-й гвардейской армии 1-го Прибалтийского фронта | гвардии младший лейтенант                   | 03.03.1924 — 16.02.1989 | [ БС 21 ] [ ГС 81 ] [ НЛ 76 ]   |
| 234   | Шестако́в Константин Константинович                                                             | 24.03.1945            | пехота       | стрелок 129-го гвардейского стрелкового полка 45-й гвардейской стрелковой дивизии 8-й армии Ленинградского фронта | гвардии красноармеец                        | 23.04.1923 — 29.06.1944 | [ БС 22 ] [ ГС 82 ] [ НЛ 77 ]   |
| 235   | Шестако́в Лев Львович                                                                           | 10.02.1942            | авиация      | командир 69-го истребительного авиационного полка Отдельной Приморской армии | майор                                       | 28.12.1915 — 13.03.1944 | [ БС 22 ] [ ГС 83 ] [ НЛ 78 ]   |
| 236   | Шестако́в Максим Кузьмич                                                                        | 31.05.1945            | пехота       | командир мотострелкового батальона 20-й гвардейской механизированной бригады 8-го гвардейского механизированного корпуса 1-й гвардейской танковой армии 1-го Белорусского фронта | гвардии майор                               | 03.02.1916 — 22.02.1978 | [ БС 22 ] [ ГС 84 ] [ НЛ 79 ]   |
| 237   | Шестако́в Михаил Денисович бел. Шастакоў Міхаіл Дзянісавіч                                      | 05.11.1942            | танкист      | командир 1-го танкового батальона 36-й танковой бригады 38-й армии Юго-Западного фронта | капитан                                     | 03.11.1907 — 12.05.1942 | [ БС 22 ] [ ГС 85 ] [ НЛ 80 ]   |
| 238   | Шестерни́н Борис Ильич                                                                          | 05.11.1944            | авиация      | штурман звена 20-го гвардейского авиационного полка 3-й гвардейской авиационной дивизии 3-го гвардейского авиационного корпуса Авиации дальнего действия | гвардии старший лейтенант                   | 13.08.1919 — 14.12.2011 | [ БС 23 ] [ ГС 86 ] [ НЛ 81 ]   |
| 239   | Ше́хирев Борис Александрович                                                                    | 18.08.1945            | авиация      | старший лётчик 783-го штурмового авиационного полка 199-й штурмовой авиационной дивизии 4-го штурмового авиационного корпуса 4-й воздушной армии 2-го Белорусского фронта | младший лейтенант                           | 19.04.1919 — 28.02.1995 | [ БС 24 ] [ ГС 87 ] [ НЛ 82 ]   |
| 240   | Шиба́ев Алексей Васильевич                                                                      | 18.08.1945            | авиация      | помощник по воздушно-стрелковой службе командира 622-го штурмового авиационного полка 214-й штурмовой авиационной дивизии 15-й воздушной армии 2-го Прибалтийского фронта | майор                                       | 18.02.1911 — 19.02.1946 | [ БС 24 ] [ ГС 88 ] [ НЛ 83 ]   |
| 241   | Шиба́ев Михаил Петрович                                                                         | 30.10.1943            | пехота       | командир взвода пешей разведки 120-го стрелкового полка 69-й стрелковой дивизии 65-й армии Центрального фронта | старший сержант                             | 14.11.1916 — 23.10.1985 | [ БС 24 ] [ ГС 89 ] [ НЛ 84 ]   |
| 242   | Шибанко́в Василий Иванович                                                                      | 31.03.1943            | танкист      | командир 14-й гвардейской танковой бригады 4-го гвардейского танкового корпуса Юго-Западного фронта | гвардии подполковник                        | 01.01.1910 — 19.02.1943 | [ БС 24 ] [ ГС 90 ] [ НЛ 85 ]   |
| 243   | Шиба́нов Виктор Иванович                                                                        | 01.11.1943            | авиация      | командир звена 25-го гвардейского ночного бомбардировочного авиационного полка 2-й гвардейской ночной бомбардировочной авиационной дивизии 8-й воздушной армии 4-го Украинского фронта | гвардии лейтенант                           | 27.02.1922 — 12.02.2014 | [ БС 24 ] [ ГС 91 ] [ НЛ 86 ]   |
| 244   | Шиба́нов Григорий Иванович                                                                      | 24.03.1945            | артиллерия   | командир батареи 873-го армейского истребительно-противотанкового артиллерийского полка 33-й армии 3-го Белорусского фронта | капитан                                     | 04.01.1917 — 30.06.1944 | [ БС 24 ] [ ГС 92 ] [ НЛ 87 ]   |
| 245   | Шига́ев Андрей Васильевич                                                                       | 10.01.1944            | танкист      | начальник инженерной службы мотострелкового батальона 69-й механизированной бригады 9-го механизированного корпуса 3-й гвардейской танковой армии 1-го Украинского фронта | старший лейтенант                           | 10.07.1908 — 26.12.1943 | [ БС 24 ] [ ГС 93 ] [ НЛ 88 ]   |
| 246   | Шига́ев Григорий Фролович                                                                       | 15.05.1946            | артиллерия   | командир огневого взвода 136-й армейской пушечной артиллерийской бригады 3-й ударной армии 1-го Белорусского фронта | лейтенант                                   | 13.03.1915 — 27.11.1954 | [ БС 25 ] [ ГС 94 ] [ НЛ 89 ]   |
| 247   | Ши́кин Николай Михайлович                                                                       | 15.01.1944            | инженер      | командир взвода 127-го гвардейского отдельного сапёрного батальона 121-й гвардейской стрелковой дивизии 3-й армии Белорусского фронта | гвардии старший сержант                     | 20.10.1913 — 15.03.1953 | [ БС 26 ] [ ГС 95 ] [ НЛ 90 ]   |
| 248   | Шиков Юрий Алексеевич                                                                          | 28.09.1987            | пехота       | заместитель командира разведывательного взвода 180-го мотострелкового полка 108-й мотострелковой дивизии 40-й армии ограниченного контингента советских войск в Демократической Республике Афганистан                                                                                             | старшина                                    | 01.09.1966 — 15.12.2019 | ——                              |
| 249   | Шикуно́в Иван Тимофеевич                                                                        | 19.03.1944            | комиссар     | заместитель по политической части командира батальона 610-го стрелкового полка 203-й стрелковой дивизии 12-й армии 3-го Украинского фронта | старший лейтенант                           | 30.07.1915 — 21.05.1944 | [ БС 26 ] [ ГС 97 ] [ НЛ 91 ]   |
| 250   | Шикуно́в Николай Павлович                                                                       | 23.10.1943            | связисты     | телефонист 955-го стрелкового полка 309-й стрелковой дивизии 40-й армии Воронежского фронта | красноармеец                                | 02.10.1923 — 08.06.1959 | [ БС 26 ] [ ГС 98 ] [ НЛ 92 ]   |
| 251   | Шикуно́в Павел Егорович                                                                         | 24.03.1945            | пехота       | снайпер 515-го стрелкового полка 134-й стрелковой дивизии 69-й армии 1-го Белорусского фронта | сержант                                     | 1912 — 14.01.1945       | [ БС 26 ] [ ГС 99 ] [ НЛ 93 ]   |
| 252   | Шиленко́в Николай Николаевич                                                                    | 16.10.1943            | артиллерия   | наводчик 45-мм орудия 896-го стрелкового полка 211-й стрелковой дивизии 70-й армии Центрального фронта | сержант                                     | 13.11.1922 — 16.11.1983 | [ БС 26 ] [ ГС 100 ] [ НЛ 94 ]  |
| 253   | Ши́лин Афанасий Петрович                                                                        | 22.02.1944 24.03.1945 | артиллерия   | командир взвода управления 132-го гвардейского артиллерийского полка 60-й гвардейской стрелковой дивизии 12-й армии 3-го Украинского фронта начальник разведки дивизиона 132-го гвардейского артиллерийского полка 60-й гвардейской стрелковой дивизии 5-й ударной армии 1-го Белорусского фронта | гвардии лейтенант гвардии старший лейтенант | 01.09.1924 — 22.05.1982 | [ БС 26 ] [ ГС 101 ] [ НЛ 95 ]  |
| 254   | Ши́лкин Михаил Кузьмич                                                                          | 10.04.1945            | пехота       | наводчик станкового пулемёта 364-го стрелкового полка 139-й стрелковой дивизии 49-й армии 2-го Белорусского фронта | красноармеец                                | 1923 — 21.01.1945       | [ БС 26 ] [ ГС 102 ] [ НЛ 96 ]  |
| 255   | Ши́лков Анфилофий Петрович                                                                      | 16.05.1944            | артиллерия   | командир 45-мм орудия 624-го стрелкового полка 137-й стрелковой дивизии 48-й армии Белорусского фронта | старший сержант                             | 14.03.1917 — 15.05.1990 | [ БС 28 ] [ ГС 103 ] [ НЛ 97 ]  |
| 256   | Ши́ло Георгий Аполлонович                                                                       | 24.03.1945            | пехота       | помощник командира взвода 260-го гвардейского стрелкового полка 86-й гвардейской стрелковой дивизии 46-й армии 2-го Украинского фронта | гвардии сержант                             | 23.10.1925 — 19.06.1996 | [ БС 29 ] [ ГС 104 ] [ НЛ 98 ]  |
| 257   | Ши́ло Михаил Давыдович бел. Шыла Міхаіл Давыдавіч                                               | 27.02.1945            | пехота       | командир пулемётного расчёта 447-го стрелкового полка 397-й стрелковой дивизии 61-й армии 1-го Белорусского фронта | младший сержант                             | 09.11.1920 — 23.12.1998 | [ БС 29 ] [ ГС 105 ] [ НЛ 99 ]  |
| 258   | Ши́лов Александр Васильевич                                                                     | 21.03.1940            | пехота       | командир взвода 455-го стрелкового полка 42-й стрелковой дивизии 7-й армии Северо-Западного фронта | младший лейтенант                           | 1915 — 11.02.1940       | [ БС 29 ] [ ГС 106 ] [ НЛ 100 ] |
| 259   | Ши́лов Григорий Иосифович                                                                       | 10.01.1944            | танкист      | механик-водитель танка Т-34 316-го танкового батальона 30-й танковой бригады 12-го танкового корпуса 3-й танковой армии Воронежского фронта | гвардии старший сержант                     | 11.09.1916 — 17.12.1993 | [ БС 29 ] [ ГС 107 ] [ НЛ 101 ] |
| 260   | Ши́лов Михаил Ильич                                                                             | 10.02.1942            | авиация      | лётчик 69-го истребительного авиационного полка Отдельной Приморской армии | лейтенант                                   | 02.06.1921 — 23.09.1941 | [ БС 29 ] [ ГС 108 ] [ НЛ 102 ] |
| 261   | Ши́лов Пётр Никифорович                                                                         | 24.03.1945            | артиллерия   | командир отделения разведки штабной батареи 349-го артиллерийского полка 119-й стрелковой дивизии 83-го стрелкового корпуса 4-й ударной армии 1-го Прибалтийского фронта | старший сержант                             | 16.12.1918 — 09.10.1944 | [ БС 29 ] [ ГС 109 ] [ НЛ 103 ] |
| 262   | Ши́лов Семён Васильевич                                                                         | 24.03.1945            | пехота       | командир роты 26-й мотострелковой бригады 19-го танкового корпуса 6-й гвардейской армии 1-го Прибалтийского фронта | лейтенант                                   | 17.04.1910 — 01.08.1967 | [ БС 29 ] [ ГС 110 ] [ НЛ 104 ] |
| 263   | Ши́лов Сергей Андреевич                                                                         | 27.02.1945            | артиллерия   | командир батареи артиллерийского дивизиона 34-й гвардейской мотострелковой бригады 12-го гвардейского танкового корпуса 2-й гвардейской танковой армии 1-го Белорусского фронта | гвардии капитан                             | 01.04.1922 — 17.07.1979 | [ БС 30 ] [ ГС 111 ] [ НЛ 105 ] |
| 264   | Шило́вский Леонид Прокофьевич укр. Шиловський Леонід Прокопович                                 | 01.11.1943            | пехота       | разведчик 496-й отдельной разведывательной роты 236-й стрелковой дивизии 46-й армии Степного фронта | красноармеец                                | 1919 — 03.11.1943       | [ БС 31 ] [ ГС 112 ] [ НЛ 106 ] |
| 265   | Ши́льдин Пётр Степанович                                                                        | 20.12.1943            | пехота       | командир роты 182-го гвардейского стрелкового полка 62-й гвардейской стрелковой дивизии 37-й армии Степного фронта | гвардии лейтенант                           | 29.12.1919 — 07.10.1977 | [ БС 31 ] [ ГС 113 ] [ НЛ 107 ] |
| 266   | Ши́льников Михаил Михайлович                                                                    | 13.11.1943            | пехота       | командир взвода 842-го стрелкового полка 240-й стрелковой дивизии 38-й армии Воронежского фронта | младший лейтенант                           | 17.08.1924 — 21.04.2009 | [ БС 31 ] [ ГС 114 ] [ НЛ 108 ] |
| 267   | Шильно́в Иван Григорьевич                                                                       | 26.10.1943            | артиллерия   | командир 1669-го армейского истребительно-противотанкового артиллерийского полка 7-й гвардейской армии Степного фронта | гвардии майор                               | 22.01.1906 — 02.01.1974 | [ БС 31 ] [ ГС 115 ] [ НЛ 109 ] |
| 268   | Шиля́ев Фёдор Фёдорович                                                                         | 22.07.1944            | инженер      | командир пулемётного отделения 22-го отдельного штурмового инженерно-сапёрного батальона 5-й штурмовой инженерно-сапёрной бригады РГК в составе 43-й армии 1-го Прибалтийского фронта | старшина                                    | 06.04.1900 — 16.11.1969 | [ БС 31 ] [ ГС 116 ] [ НЛ 110 ] |
| 269   | Шимко́ Григорий Лукьянович укр. Шимко Григорій Лук'янович                                       | 15.05.1946            | авиация      | старший лётчик 91-го гвардейского штурмового авиационного полка 4-й гвардейской штурмовой авиационной дивизии 5-го штурмового авиационного корпуса 5-й воздушной армии 2-го Украинского фронта | гвардии лейтенант                           | 28.02.1919 — 26.05.2003 | [ БС 31 ] [ ГС 117 ] [ НЛ 111 ] |
| 270   | Шингири́й Даниил Павлович укр. Шингирій Данило Павлович                                         | 10.04.1945            | кавалерия    | командир 21-го гвардейского кавалерийского полка 7-й гвардейской кавалерийской дивизии 1-го гвардейского кавалерийского корпуса 1-го Украинского фронта | гвардии подполковник                        | 21.12.1900 — 23.01.1945 | [ БС 31 ] [ ГС 118 ] [ НЛ 112 ] |
| 271   | Ши́ндер Арон Евсеевич ивр. ארון יבסייביץ' שינדר‎                                                 | 27.02.1945            | инженер      | помощник командира сапёрного взвода 270-го гвардейского стрелкового полка 89-й гвардейской стрелковой дивизии 5-й ударной армии 1-го Белорусского фронта | гвардии сержант                             | 23.10.1911 — 22.10.1984 | [ БС 32 ] [ ГС 119 ] [ НЛ 113 ] |
| 272   | Ши́ндиков Николай Фомич                                                                         | 27.02.1945            | танкист      | механик-водитель танка Т-34 49-й гвардейской танковой бригады 12-го гвардейского танкового корпуса 2-й гвардейской танковой армии 1-го Белорусского фронта | гвардии сержант                             | 30.10.1925 — 22.01.1945 | [ БС 33 ] [ ГС 120 ] [ НЛ 114 ] |
| 273   | Шинкаре́нко Фёдор Иванович                                                                      | 07.04.1940            | авиация      | командир эскадрильи 7-го истребительного авиационного полка 59-й истребительной авиационной бригады ВВС 7-й армии Северо-Западного фронта | старший лейтенант                           | 17.02.1913 — 23.04.1994 | [ БС 33 ] [ ГС 121 ] [ НЛ 115 ] |
| 274   | Шип Пантелей Семёнович укр. Шип Пантелій Семенович                                             | 20.04.1945            | морской флот | автоматчик 384-го отдельного батальона морской пехоты Одесской военно-морской базы Черноморского флота | младший сержант                             | 1918 — 27.03.1944       | [ БС 33 ] [ ГС 122 ] [ НЛ 116 ] |
| 275   | Шипи́лов Василий Алексеевич                                                                     | 29.06.1945            | авиация      | командир корабля транспортной эсадрильи Авиационной группы особого назначения 18-й воздушной армии | лейтенант                                   | 13.02.1908 — 22.05.1987 | [ БС 33 ] [ ГС 123 ] [ НЛ 117 ] |
| 276   | Шипи́лов Яков Петрович                                                                          | 24.03.1945            | артиллерия   | исполняющий обязанности командира роты 361-го отдельного пулемётно-артиллерийского батальона 159-го Днестровского укреплённого района 40-й армии 2-го Украинского фронта | лейтенант                                   | 31.08.1925 — 31.08.2011 | [ БС 33 ] [ ГС 124 ] [ НЛ 118 ] |
| 277   | Шипи́цын Василий Алексеевич (Шипицин Василий Алексеевич)                                        | 24.03.1945            | пехота       | командир пулемётного расчёта 1343-го стрелкового полка 399-й стрелковой дивизии 42-го стрелкового корпуса 48-й армии 1-го Белорусского фронта | красноармеец                                | 03.01.1920 — 12.10.1944 | [ БС 33 ] [ ГС 125 ] [ НЛ 119 ] |
| 278   | Шипи́цын Михаил Дмитриевич                                                                      | 18.08.1945            | авиация      | командир звена 43-го гвардейского штурмового авиационного полка 230-й штурмовой авиационной дивизии 4-й воздушной армии 2-го Белорусского фронта | гвардии лейтенант                           | 02.09.1920 — 09.01.2008 | [ БС 33 ] [ ГС 126 ] [ НЛ 120 ] |
| 279   | Ши́пов Александр Павлович                                                                       | 05.11.1944            | авиация      | штурман 20-го истребительного авиационного полка 14-й смешанной авиационной дивизии ВВС Северного флота | капитан                                     | 08.02.1916 — 01.06.1971 | [ БС 34 ] [ ГС 127 ] [ НЛ 121 ] |
| 280   | Шипу́лин Андрей Андреевич                                                                       | 10.04.1945            | артиллерия   | начальник разведки дивизиона 16-й тяжёлой миномётной бригады 1-й гвардейской артиллерийской дивизии прорыва РГК в составе 13-й армии 1-го Украинского фронта | лейтенант                                   | 28.08.1920 — 07.03.2015 | [ БС 35 ] [ ГС 128 ] [ НЛ 122 ] |
| 281   | Ши́риков Михаил Сергеевич                                                                       | 10.04.1945            | пехота       | автоматчик 543-го стрелкового полка 120-й стрелковой дивизии 21-й армии 1-го Украинского фронта | красноармеец                                | 18.08.1925 — 16.12.1967 | [ БС 35 ] [ ГС 129 ] [ НЛ 123 ] |
| 282   | Широ́ких Валентин Иванович                                                                      | 15.05.1946            | авиация      | старший лётчик 91-го гвардейского штурмового авиационного полка 4-й гвардейской штурмовой авиационной дивизии 5-го штурмового авиационного корпуса 5-й воздушной армии 2-го Украинского фронта | гвардии лейтенант                           | 10.10.1921 — 06.08.1974 | [ БС 35 ] [ ГС 130 ] [ НЛ 124 ] |
| 283   | Широ́ков Пётр Петрович                                                                          | 24.03.1945            | пехота       | командир роты 665-го стрелкового полка 216-й стрелковой дивизии 51-й армии 4-го Украинского фронта | старший лейтенант                           | 22.03.1917 — 21.10.1946 | [ БС 35 ] [ ГС 131 ] [ НЛ 125 ] |
| 284   | Широ́нин Пётр Николаевич                                                                        | 18.05.1943            | пехота       | командир взвода 78-го гвардейского стрелкового полка 25-й гвардейской стрелковой дивизии 6-й армии Юго-Западного фронта | гвардии лейтенант                           | 12.06.1909 — 30.06.1968 | [ БС 35 ] [ ГС 132 ] [ НЛ 126 ] |
| 285   | Ширшо́в Пётр Петрович                                                                           | 22.03.1938            | учёные       | гидробиолог и гидрограф полярной дрейфующей станции «Северный полюс-1» | —                                           | 25.12.1905 — 17.02.1953 | ——                              |
| 286   | Ширя́ев Всеволод Александрович                                                                  | 08.02.1943            | авиация      | командир эскадрильи 806-го штурмового авиационного полка 289-й штурмовой авиационной дивизии 8-й воздушной армии Сталинградского фронта | капитан                                     | 07.08.1911 — 04.09.1942 | [ БС 37 ] [ ГС 134 ] [ НЛ 127 ] |
| 287   | Ширя́ев Павел Николаевич                                                                        | 31.05.1945            | артиллерия   | командующий артиллерией 171-й стрелковой дивизии 3-й ударной армии 1-го Белорусского фронта | подполковник                                | 19.06.1914 — 11.05.1994 | [ БС 37 ] [ ГС 135 ] [ НЛ 128 ] |
| 288   | Ши́стеров Пётр Васильевич                                                                       | 24.03.1945            | пехота       | стрелок 940-го стрелкового полка 262-й стрелковой дивизии 39-й армии 3-го Белорусского фронта | красноармеец                                | 15.10.1917 — 21.06.1944 | [ БС 37 ] [ ГС 136 ] [ НЛ 129 ] |
| 289   | Ши́тиков Иван Павлович                                                                          | 29.06.1945            | комиссар     | парторг батальона 17-го гвардейского стрелкового полка 5-й гвардейской стрелковой дивизии 11-й гвардейской армии 3-го Белорусского фронта | гвардии младший лейтенант                   | 05.05.1923 — 15.03.1995 | [ БС 37 ] [ ГС 137 ] [ НЛ 130 ] |
| 290   | Ши́тов Василий Васильевич                                                                       | 13.09.1944            | артиллерия   | командир дивизиона 1232-го пушечного артиллерийского полка 115-й пушечной артиллерийской бригады 46-й армии 3-го Украинского фронта | капитан                                     | 21.04.1915 — 19.02.1944 | [ БС 37 ] [ ГС 138 ] [ НЛ 131 ] |
| 291   | Ши́тов Павел Степанович                                                                         | 24.03.1945            | артиллерия   | командир 45-мм орудия 1076-го стрелкового полка 314-й стрелковой дивизии Ленинградского фронта | старший сержант                             | 06.11.1916 — 31.01.1944 | [ БС 37 ] [ ГС 139 ] [ НЛ 132 ] |
| 292   | Ши́харев Александр Фёдорович                                                                    | 21.03.1940            | артиллерия   | наводчик орудия 21-го корпусного тяжёлого артиллерийского полка 50-го стрелкового корпуса 7-й армии Северо-Западного фронта | красноармеец                                | 1915 — 26.03.1942       | [ БС 37 ] [ ГС 140 ] [ НЛ 133 ] |
| 293   | Ши́хов Александр Никитович                                                                      | 05.11.1944            | нквд         | командир отряда специального назначения «Почин» 1-го мотострелкового полка Отдельной мотострелковой бригады особого назначения НКВД СССР | старший лейтенант НКВД                      | 14.08.1914 — 13.09.1995 | ——                              |
| 294   | Ши́хов Павел Андреевич                                                                          | 27.06.1945            | инженер      | сапёр 33-го гвардейского отдельного моторизированного инженерного батальона 3-й гвардейской моторизированной инженерной бригады 4-й гвардейской танковой армии 1-го Украинского фронта | гвардии ефрейтор                            | 19.09.1909 — 08.11.1961 | [ БС 39 ] [ ГС 142 ] [ НЛ 134 ] |
| 295   | Шиши́гин Василий Михайлович                                                                     | 29.06.1945            | пехота       | командир пулемётной роты 248-го гвардейского стрелкового полка 83-й гвардейской стрелковой дивизии 11-й гвардейской армии 3-го Белорусского фронта | гвардии старший лейтенант                   | 21.12.1917 — 29.10.1972 | [ БС 39 ] [ ГС 143 ] [ НЛ 135 ] |
| 296   | Шишинашви́ли Абибо Эрастович груз. შიშინაშვილი აბიბო                                            | 24.03.1945            | пехота       | командир роты 423-го стрелкового полка 166-й стрелковой дивизии 4-й ударной армии 1-го Прибалтийского фронта | старший лейтенант                           | 09.10.1920 — 14.09.1944 | [ БС 39 ] [ ГС 144 ] [ НЛ 136 ] |
| 297   | Шишка́нь Илья Минович укр. Шишкань Ілля Минович                                                 | 28.01.1943            | авиация      | заместитель командира эскадрильи 158-го истребительного авиационного полка 7-го истребительного авиационного корпуса Ленинградской армии ПВО | старший лейтенант                           | 01.08.1918 — 21.06.1943 | [ БС 39 ] [ ГС 145 ] [ НЛ 137 ] |
| 298   | Ши́шкин Александр Иванович                                                                      | 13.11.1943            | пехота       | командир роты 202-го гвардейского стрелкового полка 68-й гвардейской стрелковой дивизии 40-й армии Воронежского фронта | гвардии лейтенант                           | 30.08.1910 — 10.04.1969 | [ БС 39 ] [ ГС 146 ] [ НЛ 138 ] |
| 299   | Ши́шкин Александр Павлович                                                                      | 28.09.1943            | авиация      | заместитель командира эскадрильи 32-го гвардейского истребительного авиационного полка 3-й гвардейской истребительной авиационной дивизии 1-го гвардейского истребительного авиационного корпуса 15-й воздушной армии Брянского фронта                                                            | гвардии капитан                             | 12.02.1917 — 21.07.1949 | [ БС 39 ] [ ГС 147 ] [ НЛ 139 ] |
| 300   | Ши́шкин Валерий Михайлович                                                                      | 19.03.1973            | морской флот | гидронавт-испытатель 19-го Центра Министерства обороны СССР, командир экипажа глубоководного комплекса «Слигер» | капитан 2-го ранга                          | 23.12.1939 — 30.01.2009 | ——                              |
| 301   | Ши́шкин Василий Иванович                                                                        | 27.03.1942            | авиация      | командир эскадрильи 43-го истребительного авиационного полка 16-й авиационной дивизии 21-й армии Юго-Западного фронта | капитан                                     | 13.02.1914 — 22.11.1992 | [ БС 39 ] [ ГС 149 ] [ НЛ 140 ] |
| 302   | Ши́шкин Василий Михайлович                                                                      | 27.06.1945            | инженер      | командир отделения 53-го гвардейского отдельного сапёрного батальона 48-й гвардейской стрелковой дивизии 28-й армии 3-го Белорусского фронта | гвардии старший сержант                     | 13.02.1921 — 01.01.1983 | [ БС 40 ] [ ГС 150 ] [ НЛ 141 ] |
| 303   | Ши́шкин Иван Николаевич                                                                         | 20.12.1943            | танкист      | командир танкового взвода 4-го танкового полка 35-й механизированной бригады 1-го механизированного корпуса 37-й армии Степного фронта | младший лейтенант                           | 01.08.1912 — 15.11.1943 | [ БС 41 ] [ ГС 151 ] [ НЛ 142 ] |
| 304   | Ши́шкин Михаил Владимирович                                                                     | 22.02.1944            | артиллерия   | командир миномётного взвода 206-го гвардейского стрелкового полка 69-й гвардейской стрелковой дивизии 4-й гвардейской армии Степного фронта | гвардии лейтенант                           | 1922 — 08.09.1943       | [ БС 41 ] [ ГС 152 ] [ НЛ 143 ] |

| Навигационная таблица | Навигационная таблица              |
| --------------------- | ---------------------------------- |
| «Ш»                   | Шабалин Александр — Шевелёв Виктор |
| «Ш»                   | Шевелёв Марк — Шишкин Михаил       |
| «Ш»                   | Шишкин Николай — Шушин Иван        |